# Rezerwat Biosfery „Kotlina Uwska” (Rosja)
Rezerwat Biosfery „Kotlina Uwska” (ros. Госуда́рственный приро́дный биосфе́рный запове́дник «Убсуну́рская котлови́на») – ścisły rezerwat przyrody (zapowiednik) w Republice Tuwa w Rosji. Znajduje się w kożuunach mongun-tajgińskim, ties-chiemskim i erzińskim, a jego obszar wynosi 3 231,98 km². Rezerwat został utworzony decyzją rządu Federacji Rosyjskiej z dnia 24 stycznia 1993 roku. W 1997 roku otrzymał status rezerwatu biosfery UNESCO. W 2003 roku wspólnie ze swoim mongolskim odpowiednikiem Rezerwatem Biosfery „Kotlina Uwska” został wpisany na Listę Światowego Dziedzictwa UNESCO pod nazwą „Kotlina Uwska”. Dyrekcja rezerwatu znajduje się w mieście Kyzył. Na północ od niego znajduje się Sajańsko-Szuszeński Rezerwat Biosfery.

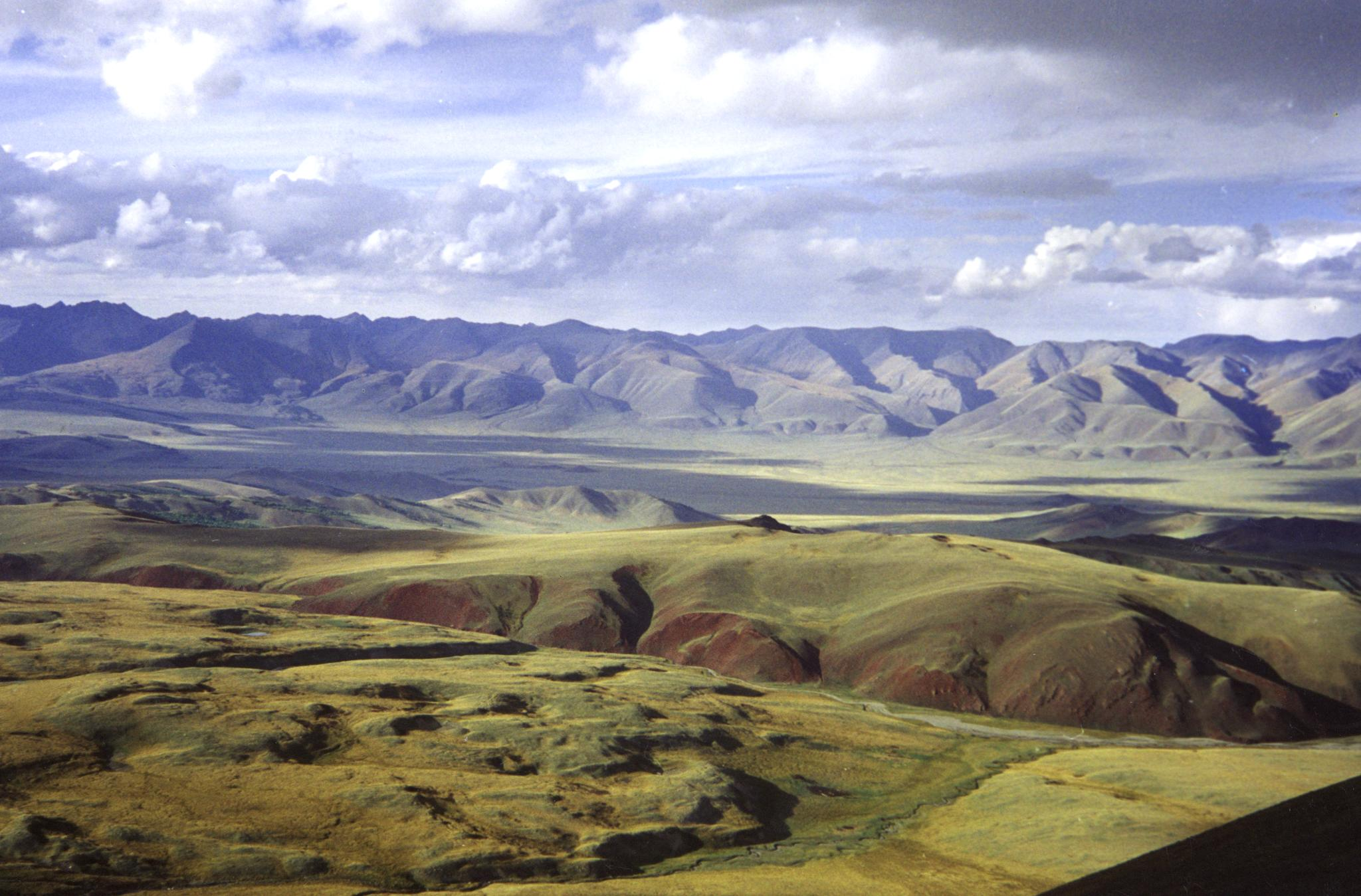
Widok na Kotlinę Uwską

## Opis
Rezerwat składa się z dziewięciu części i znajduje się w położonej na granicy rosyjsko-mongolskiej Kotlinie Uwskiej i w jej otoczeniu. Kotlina jest otoczona pasmami górskimi Sajanów Zachodnich i Ałtaju, a w jej środkowej części znajduje się słone jezioro Uws-nur. Poszczczególne części rezerwatu położone są na różnych wysokościach. Najwyżej położona jest część Mongun-Tajga ze szczytem o tej samej nazwie (3970 m), a najniżej część Uws-nur obejmująca część jeziora o tej samej nazwie (759 m).

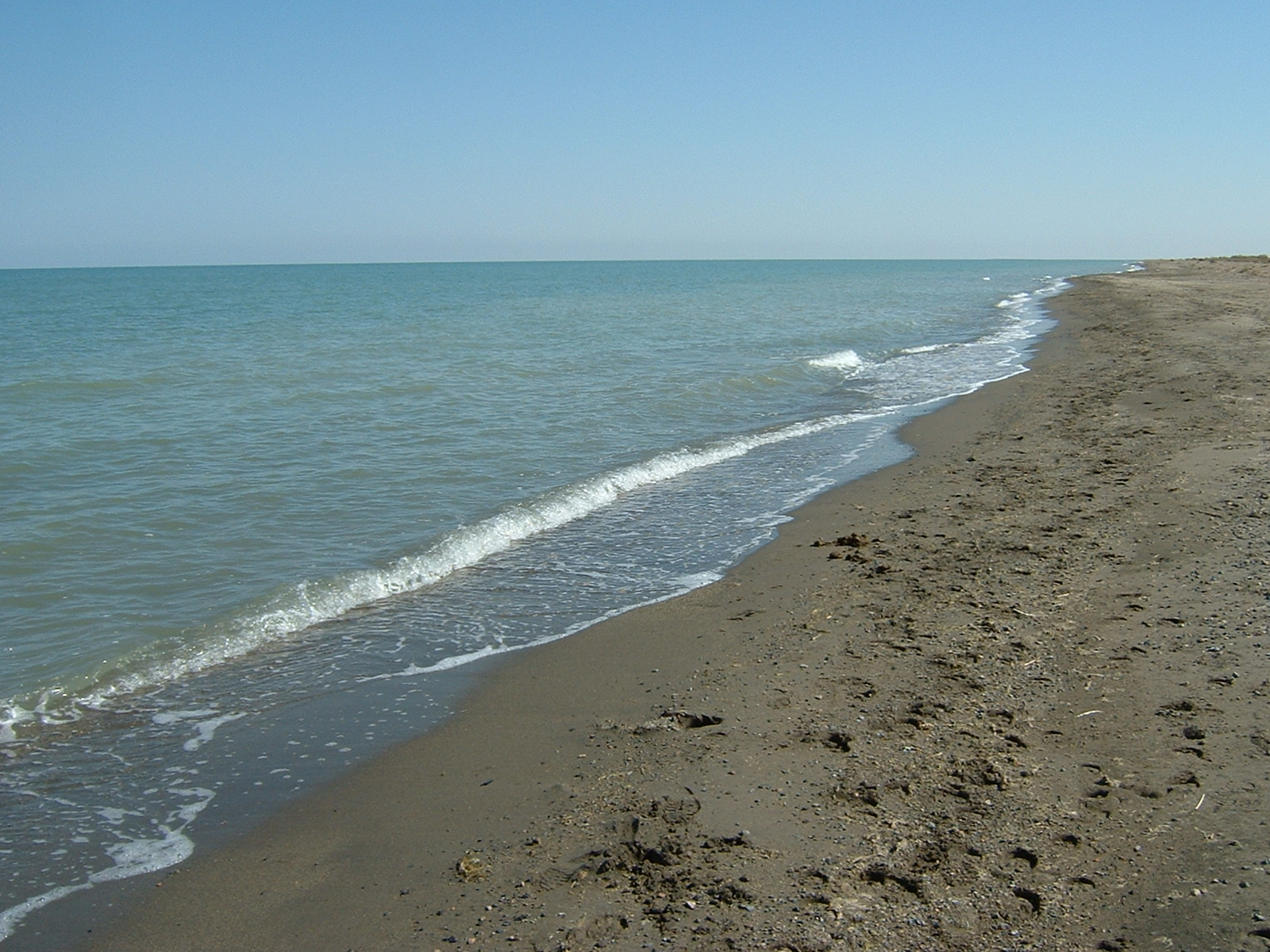
Jezioro Uws-Nur

## Flora
Flora rezerwatu liczy 1263 gatunki. Występują tu prawie wszystkie krajobrazy strefy umiarkowanej, które ponadto wyróżniają się dużą bioróżnorodnością. Centralną część kotliny zajmują pustynie piaszczyste i półpustynie, które bliżej zboczy gór przechodzą w stepy, a na wysokościach 1500–2300 m n.p.m. w tajgę. Wyżej występują łąki subalpejskie i tundra górska. Jeszcze wyżej leżą pola śnieżne i lodowce.

## Fauna
Na terenie rezerwatu występuje 97 gatunków ssaków, 7 gatunków gadów, 2 gatunki płazów, 22 gatunki ryb, 258 gatunków owadów.
Cztery gatunki ssaków wpisane są do Czerwonej księgi gatunków zagrożonych (IUCN). Są to: irbis śnieżny, cyjon rudy, owca ałtajska i dżereń mongolski.
Żyją tu też m.in.:świstak syberyjski, manul stepowy, niedźwiedź brunatny, ryś euroazjatycki, wilk syberyjski, piżmowiec syberyjski, łoś euroazjatycki, sarna syberyjska, borsuk azjatycki, rosomak tundrowy, perewiaska marmurkowa, koziorożec syberyjski, podskoczek egipski.
W rezerwacie zarejestrowanych jest 351 gatunków ptaków, z czego 12 gatunków jest wymienionych w Czerwonej księdze gatunków zagrożonych (IUCN). Żyje tu m.in.: gęś tybetańska, łabędź mały, sęp kasztanowaty, pardwa mszarna, pelikan kędzierzawy, warzęcha zwyczajna, bocian czarny, rybołów, orzeł stepowy, orlik grubodzioby, orzeł cesarski, orzeł przedni, bielik, sokół wędrowny, pustułka stepowa, żuraw czarnoszyi, drop zwyczajny, cietrzew zwyczajny.